# Korg Volca
De Korg Volca is een serie van compacte elektronische synthesizermodules die werd geïntroduceerd in 2013 door Korg.

## Beschrijving
De eerste drie Volca-modellen, de Volca Keys, Volca Beats en Volca Bass, kwamen in 2013 op de markt. De klankopwekking verschilt per Volca van analoog tot digitaal, maar de besturing vindt op digitale wijze plaats. De muziekinstrumenten, qua grootte van ongeveer een VHS videocassette, zijn voorzien van een MIDI-in verbinding en kunnen aan elkaar worden doorverbonden om ze te laten synchroniseren op tempo.
Men kan het instrument bespelen via een ribbon-controller op het voorpaneel. Elke Volca heeft een kleine ingebouwde luidspreker en kan met batterijen of een stroomadapter worden gevoed.

## Modellen
De modellenreeks bevat medio 2021 de volgende instrumenten:
- Volca Bass, analoge bassynthesizer
- Volca Beats, hybride drumcomputer met analoge en digitale klanken
- Volca Keys, analoge loopsynthesizer
- Volca Drum, digitale percussieklanken
- Volca FM, polyfone digitale FM-synthesizer
- Volca Kick, analoge basdrumgenerator
- Volca Modular, semi-modulaire analoge synthesizer
- Volca Nubass, vacuümbuis-gebaseerde analoge synthesizer
- Volca Sample2, sample-sequencer
- Volca Mix, vierkanaals analoge mixer

## Galerij

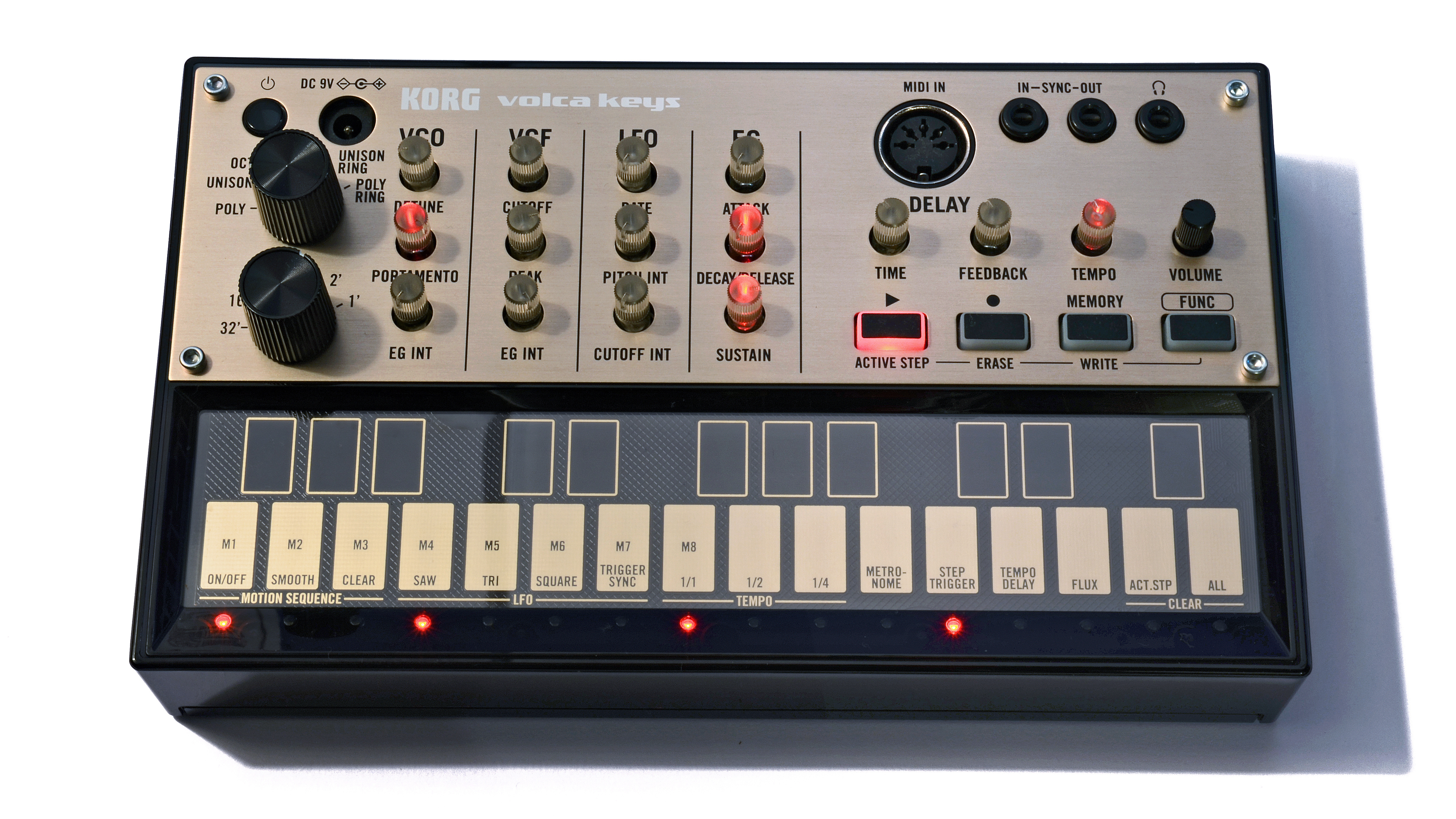
Volca Keys
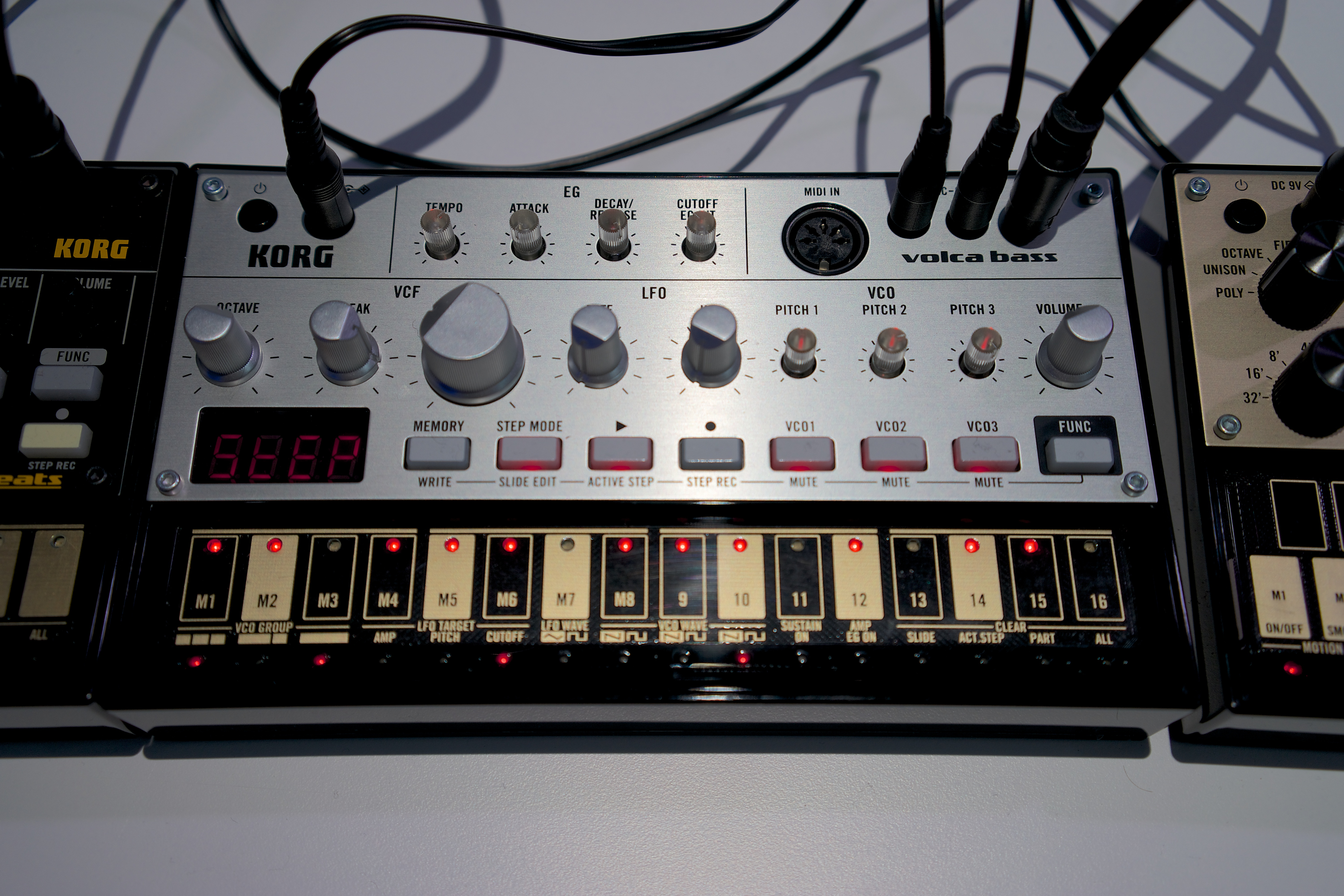
Volca Bass
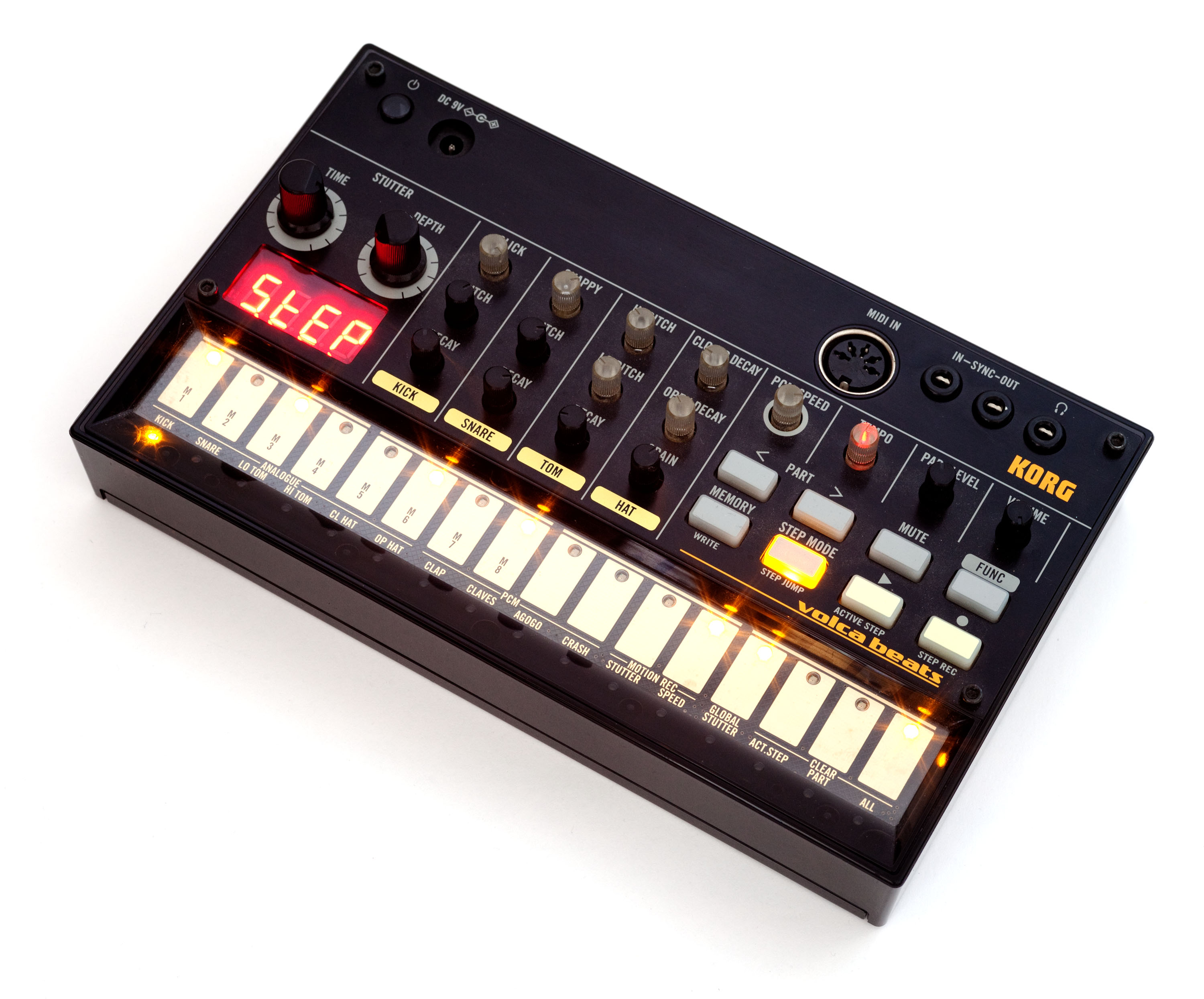
Volca Beats
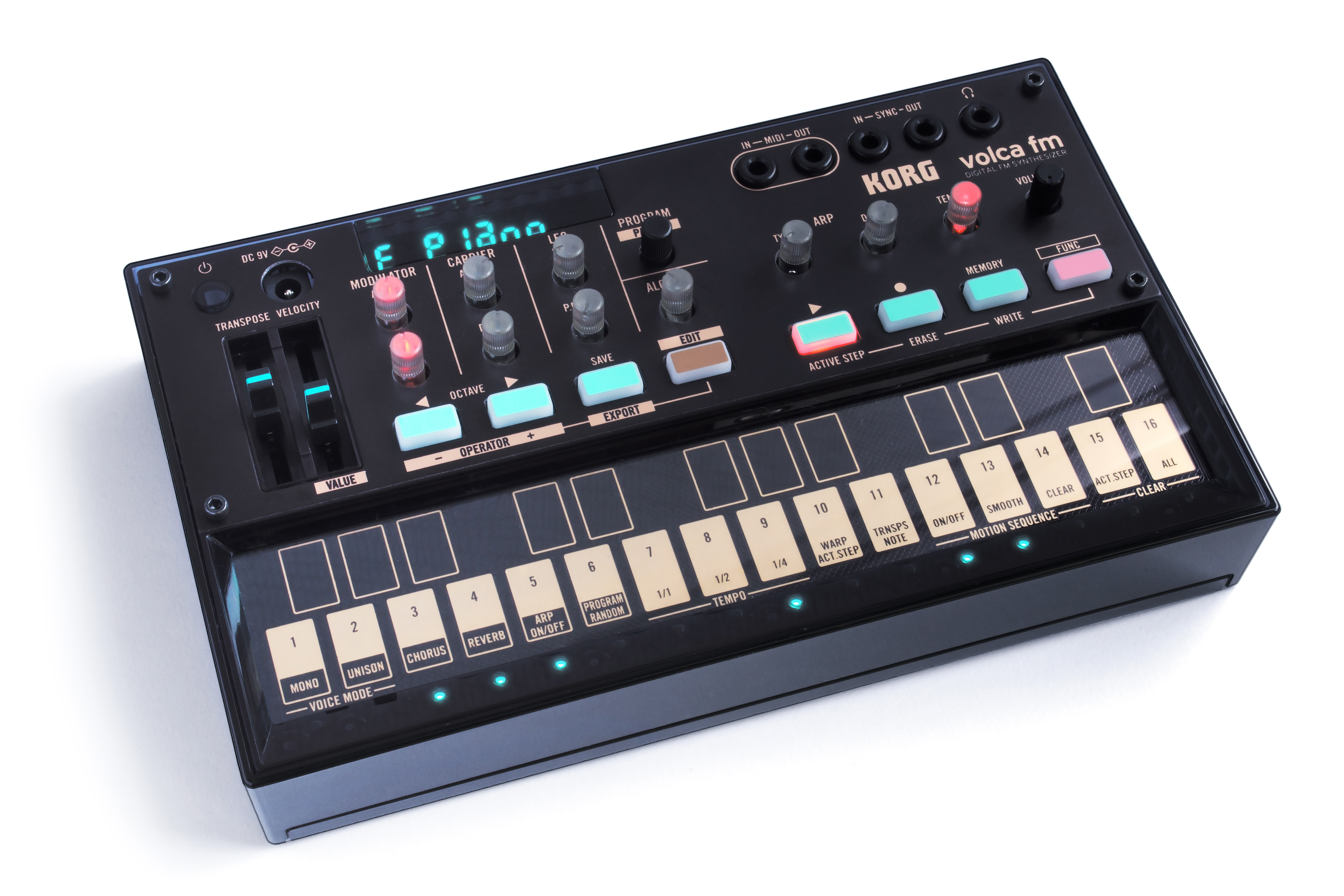
Volca fm2